# Gregor Buchholz
Gregor Buchholz (* 17. April 1986 in Potsdam) ist ein ehemaliger deutscher Triathlet. Er war Deutscher Meister auf der Sprintdistanz (2015).

## Werdegang
Gregor Buchholz betreibt Triathlon seit 2002. Er begann seine Ausbildung in Berlin beim SSC Berlin Grünau unter Trainer Sebastian Hauer und wechselte später nach Potsdam.
2007 wurde er in Hamburg Triathlon-Weltmeister U23 und im August 2010 wurde er Sechster bei der Triathlon-Weltmeisterschaft über die halbe olympische Distanz in Lausanne.
Gregor Buchholz war von 2012 bis 2016 Mitglied im B-Kader der Deutschen Triathlon Union (DTU). In der französischen Meisterschaftsserie Grand Prix de Triathlon startet er für Metz Triathlon.
Bei der Weltmeisterschafts-Rennserie 2014 (ITU World Championship Series 2014) belegte er als bester Deutscher den elften Rang.

### Deutscher Meister Triathlon Sprintdistanz 2015
Im Juni 2015 wurde er Deutscher Triathlon-Meister auf der Sprintdistanz und in der Weltrangliste 2015 belegte er als drittbester Deutscher den 57. Rang.
Im zweijährigen Qualifikationszeitraum für einen Startplatz bei den Olympischen Sommerspielen 2016 erreichte Gregor Buchholz zwar mit Platz 34 die zweitbeste Platzierung der männlichen deutschen Athleten auf der ITU-Olympia-Qualifikationsliste, erfüllte aber nicht die von DTU und DOSB vereinbarten sportlichen Qualifikationskriterien und wurde nicht nominiert.

Die Weltmeisterschaft-Rennserie 2016 beendete er auf dem 31. Rang.
Nach dem Bronze-Gewinn mit der Mixed-Staffel beim Triathlon in Hamburg kündigte Gregor Buchholz im Juli 2016 das Ende seiner Karriere an.
Er studiert seit dem Wintersemester 2016/2017 an der Hochschule RheinMain Umwelttechnik.
Im August 2016 startete er auf der Mitteldistanz beim Ironman 70.3 Germany (Ironman 70.3 European Championships), wo er den elften Rang belegte (1,9 km Schwimmen, 90 km Radfahren und 21,1 km Laufen).
Im August 2018 startete er erstmals auf der Langdistanz beim Ironman Tallinn (3,86 km Schwimmen, 180,2 km Radfahren und 42,195 km Laufen) und belegte in Estland den siebten Rang.
Er wird trainiert von Ron Schmidt und Roland Knoll.
Seit 2018 tritt er nicht mehr international in Erscheinung.
Gregor Buchholz lebt mit seiner Frau, der Triathletin Eva Buchholz (* 1985) in Wiesbaden. Gemeinsam sind sie Hosts des Bewegungsarten-Podcasts.

## Sportliche Erfolge
| Datum/Jahr    | Rang | Wettbewerb                                          | Austragungsort | Zeit     | Bemerkung |
| ------------- | ---- | --------------------------------------------------- | -------------- | -------- | --- |
| 19. Sep. 2016 | DNF  | ITU World Championship Series 2016                  | Cozumel        | –        | |
| 14. Aug. 2016 | 11   | Ironman 70.3 Germany                                | Wiesbaden      | 04:09:27 | Ironman 70.3 European Championship                                                                                      |
| 17. Juli 2016 | 3    | ITU Sprint Triathlon World Championship Mixed Relay | Hamburg        | 00:19:33 | Team-Weltmeisterschaft – zusammen mit Jonathan Zipf, Laura Lindemann und Hanna Philippin                                |
| 14. Mai 2016  | 15   | ITU World Championship Series 2016                  | Yokohama       | 01:47:44 | im vierten Rennen der Saison                                                                                            |
| 24. Apr. 2016 | 20   | ITU World Championship Series 2016                  | Kapstadt       | 00:55:11 | als bester Deutscher |
| 12. März 2016 | 5    | ITU Triathlon World Cup                             | Mooloolaba     | 00:53:21 | |
| 28. Juni 2015 | 1    | DTU Deutsche Triathlon-Meisterschaften              | Düsseldorf     |          | Deutsche Triathlon-Meisterschaft auf der Sprintdistanz (0,75 km Schwimmen, 20 km Radfahren und 5 km Laufen)             |
| 7. März 2015  | DNS  | ITU World Championship Series 2015                  | Abu Dhabi      | –        | im ersten Rennen der Saison auf der Sprintdistanz                                                                       |
| 23. Aug. 2014 | 3    | ITU World Championship Series 2014                  | Stockholm      | 00:58:27 | auf der Sprintdistanz                                                                                                   |
| 27. Apr. 2014 | 13   | ITU World Championship Series 2014                  | Kapstadt       |          | |
| 6. Apr. 2014  | 10   | ITU World Championship Series 2014                  | Auckland       | 01:56:39 | |
| 28. Aug. 2011 | 4    | DTU Deutsche Triathlon-Meisterschaften              | Grimma         | 00:55:37 | Deutscher Triathlon-Vizemeister auf der Sprintdistanz (0,75 km Schwimmen, 20 km Radfahren und 5 km Laufen)              |
| 20. Aug. 2011 | 36   | ITU Sprint Triathlon World Championships            | Lausanne       | 00:53:51 | Weltmeisterschaft auf der Sprintdistanz                                                                                 |
| 16. Juli 2011 | 50   | ITU World Championship Series 2011                  | Hamburg        | 01:54:41 | |
| 25. Juni 2011 | 12   | ETU Triathlon European Championships                | Pontevedra     | 01:51:10 | Europameisterschaft |
| 9. Apr. 2011  | 32   | ITU World Championship Series 2011                  | Sydney         | 01:52:56 | |
| 29. Aug. 2010 | 1    | Almere Premium European Cup                         | Almere         | 01:51:16 | |
| 21. Aug. 2010 | 6    | ITU Sprint Triathlon World Championships            | Lausanne       | 00:53:27 | über die halbe olympische Distanz                                                                                       |
| 2010          | 3    | ITU Triathlon Weltcup                               | Monterrey      | 01:45:08 | Buchholz schaffte mit dieser Platzierung die Qualifikation zu den Europameisterschaften Anfang Juli im irischen Athlon. |
| 2008          | 2    | DTU Deutsche Triathlon-Meisterschaft U23            | Gelsenkirchen  |          | Zweiter in der Klasse U23 auf der Sprintdistanz (750 m Schwimmen, 20 km Radfahren und 5 km Laufen)                      |
| 8. Juni 2008  | 2    | ITU Triathlon World Championship U23                | Vancouver      | 01:54:56 | Buchholz wurde Triathlon-Vizeweltmeister in der Klasse U23 hinter dem Briten Alistair Brownlee.                         |
| 31. Aug. 2007 | 1    | ITU Triathlon World Championship U23                | Hamburg        | 01:49:31 | Triathlon-Weltmeister auf der olympischen Distanz in der Klasse U23 (1,5 km Schwimmen, 40 km Radfahren, 10 km Laufen)   |
| 15. Juli 2007 | 1    | DTU Deutsche Triathlon-Meisterschaft U23            | München        |          | Mit seinem Sieg in der Klasse U23 sicherte sich Buchholz einen Startplatz bei der WM in Hamburg.                        |

| Datum/Jahr   | Rang | Wettbewerb      | Austragungsort | Zeit     | Bemerkung                  |
| ------------ | ---- | --------------- | -------------- | -------- | -------------------------- |
| 4. Aug. 2018 | 7    | Ironman Tallinn | Tallinn        | 08:13:33 | Debüt über die Langdistanz |

| Datum/Jahr    | Rang | Wettbewerb                 | Austragungsort | Zeit  | Bemerkung                                             |
| ------------- | ---- | -------------------------- | -------------- | ----- | ----------------------------------------------------- |
| 31. Dez. 2011 | 2    | Silvesterlauf Saarbrücken  | Saarbrücken    | 30:21 | Zweiter über 10 km, hinter dem Kenianer Paul Kipkorir |
| 31. Dez. 2008 | 1    | 33. Berliner Silvesterlauf | Berlin         | 31:34 | Lauf über 9,9 km                                      |

(DNF – Did Not Finish)